# Vilayet di Basra
Il vilayet di Basra (in turco: Vilâyet-i Basra), o vilayet di Bassora, fu un vilayet dell'Impero ottomano, nell'area dell'attuale città di Bassora.

## Storia
Costituito dopo le riforme amministrative di metà Ottocento e derivato dal Vilayet di Baghdad, il Vilayet di Bassora fu presente dal 1875 al 1880, e nuovamente dal 1884, quando venne ricreato derivandolo dai sanjak meridionali del Vilayet di Baghdad.
Nel 1899 il Kuwait divenne de facto un protettorato britannico. Malgrado il desiderio del governo locale di divenire anch'esso indipendente sotto la reggenza britannica, gli inglesi si accordarono con l'Impero ottomano per definire l'area del Kuwait come un caza autonomo all'interno dell'Impero turco. Questo status delle cose perdurò sino al 1918 quando, col termine della prima guerra mondiale e l'armistizio di Mudros, l'area venne smembrata a formare gli attuali stati del Golfo.

## Geografia antropica

### Suddivisioni amministrative
I sanjak del vilayet di Bnel Basra XIX secolo erano:
1. sanjak di Amara
2. sanjak di Basra
3. sanjak di Diwanniyya
4. sanjak di Muntafiq